# 피데스개발
피데스개발은 대한민국의 종합 부동산 개발회사로 2004년 5월 설립되었다. 설립 당시 명칭은 주거사랑이었으나, 2005년 5월에 피데스개발로 명칭을 변경하였다. 피데스(fides)는 라틴어로 신뢰를 의미한다. 2007년 2월 자회사인 피데스피엠씨를 설립하였으며, 같은 해 9월 피데스개발 기업부설연구소인 R&D Center를 설립하였다.
피데스개발은 도시개발사업, 택지개발지구 주택사업, 도심지 소필지 개발사업을 중심으로 한 주택개발사업을 주로 하고 있다. 또한 R&D Center를 통해 신사업과 신상품 개발을 위한 조사연구를 진행하고 있다. 2008년 8월에는 파렌하이트(fahrenheit)라는 이름으로 아파트 브랜드를 론칭하였다.